# We are φn' 39!! and U? KinKi Kids Live in DOME 07-08
『We are Øn' 39!! and U? KinKi Kids Live in DOME 07-08』（ウィー アー ファイン サンキュー アンド ユー キンキキッズ ライブ イン ドーム ぜろなな ぜろはち）は、KinKi Kidsの12作目の映像作品、および9作目のライブビデオ。DVD2枚組。2008年6月18日発売。発売元はジャニーズ・エンタテイメント。
CDデビュー10周年を記念したライブツアー「We are Øn' 39!! and U? KinKi Kids Live in DOME 07-08」の2008年1月1日に行われた東京ドーム公演を収録。

## 仕様・特典
初回限定盤
- スペシャルパッケージ（三方背ケース入・デジパック仕様）
- 24Pブックレット

通常盤
- アマレーケース
- 12Pブックレット

## 収録曲

### Disc 1
※初回・通常共通内容
1. Opening
2. lOve in the Ø
3. Bonnie Butterfly
4. 涙、ひとひら
5. Harmony of December
6. Inter1
7. the EDGE of the WORD
8. 停電の夜には -On the night of a blackout-
9. Inter2
10. Lose Control - 堂本光一
11. since 1997
12. 風の色
13. 全部だきしめて
14. ひとりじゃない - 堂本剛
15. 僕は思う - 堂本光一
16. ノー・チューンド
17. unchanged. - 堂本剛
18. snapshot
19. 月光
20. Anniversary
21. 愛のかたまり
22. Inter3
23. 銀色 暗号 ※マルチアングル
24. 愛されるより 愛したい ※マルチアングル
25. 硝子の少年 ※マルチアングル
26. 永遠に

### Disc 2
1. Night+Flight
2. KinKiのやる気まんまんソング
3. 99%LIBERTY